# Atta opaciceps
Atta opaciceps är en myrart som beskrevs av Borgmeier 1939. Atta opaciceps ingår i släktet Atta och familjen myror. Inga underarter finns listade.